# Місячний поліцейський
«Місячний поліцейський» (англ. Lunarcop) — американський фантастичний бойовик 1995 року.

## Сюжет
2050 рік. Капітана Броуді посилають на Землю, щоб повернути вкрадений повстанцями Амарант — безцінний препарат, без якого неможливе повернення на нашу планету тих, хто знайшов собі притулок на Місяці після грандіозної пожежі, що знищила майже все життя. На своєму шляху Броуді прибирає всіх, хто заважає йому дістатися до формули життя.

## У ролях
- Майкл Паре — Джо Броді
- Біллі Драго — Кей
- Вокер Брандт — Тора
- Робін Сміт — Стоппер
- Гевін Ван Дер Берг — Лейн
- Вілсон Данстер — Пент
- Рон Смержак — Арагон
- Девід Шервуд — Дженвей
- Грег Леттер — Майло
- Девід Клетворті — Зак
- Йен Йейл — Лестер
- Сьюзен Еллісон — Міранда
- Аннабел Ліндер — жінка коваль
- Молемо Маарохані — Ренді
- Кім Віндо — Зена
- Дерріл Вернер — Блу
- Меріліз Преториус — Озелла
- Пітер Тім — вчений
- Лукас Пантос — Адам
- Брайан Кук — Боб
- Пол Крюгер — Мак